# プロイセン公国

プロイセン公国
Herzogtum Preußen (ドイツ語)
Księstwo Pruskie (ポーランド語)

プロイセン公国の位置（黄色）

プロイセン公国（プロイセンこうこく、ドイツ語: Herzogtum Preußen、ポーランド語: Księstwo Pruskie）、または公領プロイセン（こうりょうプロイセン、独: Herzogliches Preußen、波: Prusy Książęce）は、宗教改革によるドイツ騎士団の世俗化の結果、1525年にプロイセンで成立した公国である。英語読みで「プロシア公国」、ポーランド語読みで「プルシ公国」とも。住民はドイツ語話者、ポーランド語話者（主にマズールィ周辺）、リトアニア語話者（主に小リトアニア周辺）と多岐にわたった。
宗教改革の最中の1525年、ドイツ騎士団総長アルブレヒトはポーランド王国との間でクラクフ条約を締結し、条約に基づき騎士団のプロイセンにおける領土を世俗化し、自身はプロイセン公位についた。アルブレヒトがルター派に改宗していたため、プロイセン公国ではルター派が国教に定められ、プロイセン公国は史上初のプロテスタント国家となった。アルブレヒトはポーランド王を名目上の宗主とし、首都をケーニヒスベルクと定めた。ホーエンツォレルン家出身のブランデンブルク選帝侯ヨーハン・ジギスムントが1618年にプロイセン公国を継承したため、プロイセンはブランデンブルクと同君連合を組むことになる（ブランデンブルク＝プロイセン）。その2代後の「大選帝侯」フリードリヒ・ヴィルヘルムは1657年のヴェーラウ条約と1660年のオリヴァ条約によりポーランドからの完全独立を果たした。ケーニヒスベルクの住民などはプロイセンをポーランドの一部としてみており、ポーランドの宗主権を元に戻そうとしたが失敗に終わった。その後、プロイセン公国は1701年にプロイセン王国に昇格した。

## 歴史

### ドイツ騎士団国末期の情勢
ドイツ騎士団国の住民の間でプロテスタントが広まるにつれて、ローマ・カトリック教会のドイツ騎士団による統治への不満が生じ、ホーエンツォレルン家の分家出身であるドイツ騎士団総長アルブレヒト・フォン・ブランデンブルク＝アンスバッハには不満を押さえつけるだけの軍事力がなかった。
ポーランド王国との戦争に敗北した上、ポメサニア司教兼ザムラント司教ゲオルク・フォン・ポーレンツが1523年にルター派に改宗、自身の部下である指揮官にもプロテスタントを支持する者が続出した。さらに、宗教改革を推進したマルティン・ルターが1522年にヴィッテンベルクで、1524年にニュルンベルクでアルブレヒトの説得を試み、時代錯誤のドイツ騎士団は宗教改革を生き残れないとして、ドイツ騎士団国を世俗化して自ら統治する公国に改革するよう説いた。そうした中、アルブレヒトは急進的な解決策を模索するようになった。

### プロイセン公国の建国

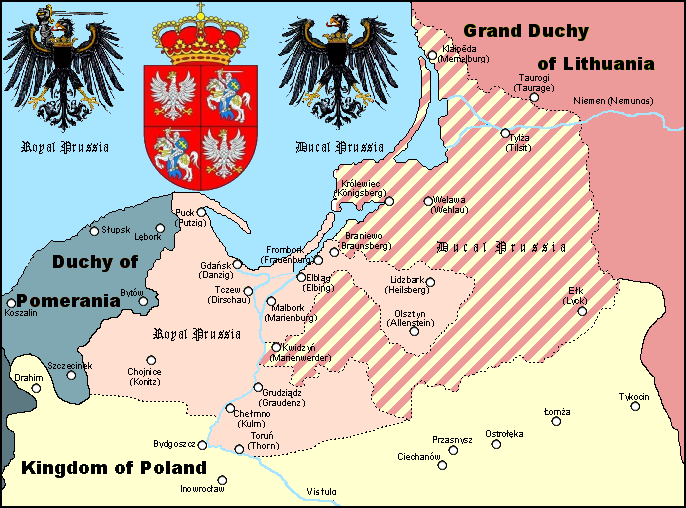
16世紀後半のプロイセン公国（縞模様の部分）

1525年4月10日、アルブレヒトはドイツ騎士団長を辞任、プロイセンの臣従宣誓を経てポーランド王ジグムント1世スタルィより「プロイセン公」に叙された。その後、ルターの仲介もあってプロイセン公国は史上初のプロテスタント国家になった。

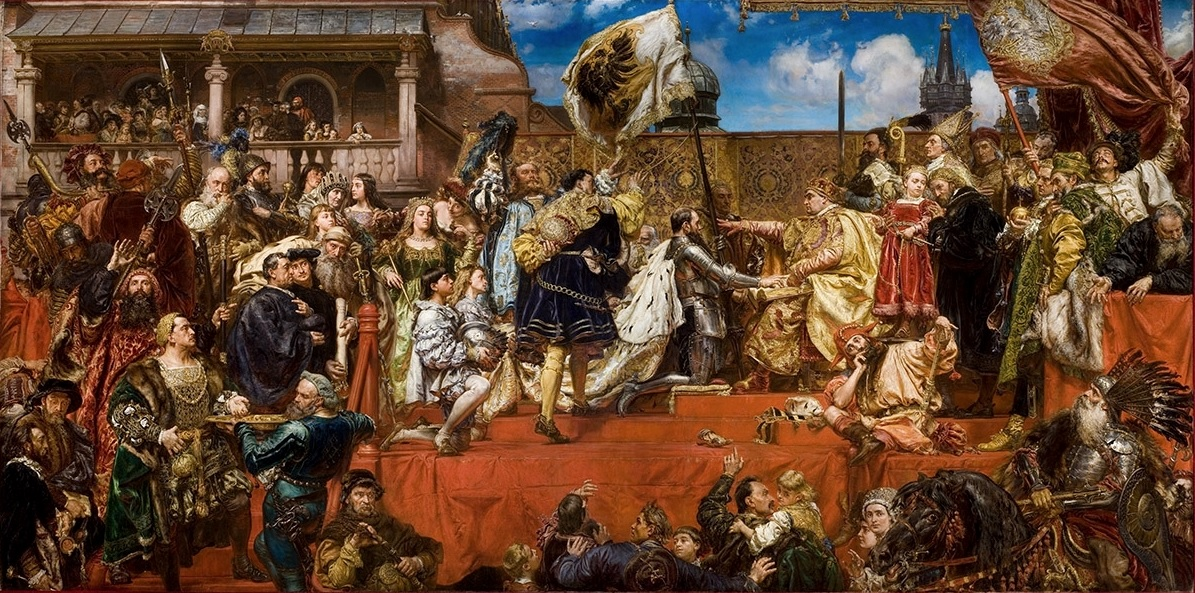
『プロイセンの臣従』、ヤン・マテイコ作、1882年。

アルブレヒトはケーニヒスベルクに戻ると、改宗を公表し、ドイツ騎士団の団員にはプロイセン公への即位を公表した。プロイセン公即位に反対した団員もいたが、アルブレヒトの支持者やケーニヒスベルク市民からの圧力によりほとんどが折れ、メーメルのコムトゥルであるエーリヒ・フォン・ブラウンシュヴァイク＝ヴォルフェンビュッテル（ブラウンシュヴァイク＝ヴォルフェンビュッテル公ハインリヒ1世の息子）のみがアルブレヒトに反対した。そして、アルブレヒトの治世の終わり（1568年）までにプロイセンにおけるドイツ騎士団の団員は55人まで減った。団員の多くは財産を保持するためにルター派に改宗してプロイセン貴族と結婚したか、カトリックから改宗せず神聖ローマ帝国に戻った。次代総長ヴァルター・フォン・クロンベルクら改宗しなかった団員はプロイセンへの請求を継続したが失敗、プロイセン以外の領地については維持に成功した。
ドイツ騎士団国から公国への移行にあたって、行政上の変化は少なく、アルブレヒトは公式的にはポーランド王の封臣だったものの、プロイセンの自治は維持され、プロイセンには独自の軍、通貨、議会があった上に外交における自主権もあった。

### キリスト教化の進展
1525年12月10日、プロイセン身分制議会によりプロイセン公国における教会法が定められたことで、プロイセン公国のルター派福音主義教会が成立した。翌1526年3月1日、アルブレヒトはデンマーク王フレゼリク1世の娘ドロテアと結婚、ルター派とスカンディナヴィアの政治上の関係を築くことに成功した。アルブレヒトの兄にあたるブランデンブルク＝アンスバッハ辺境伯ゲオルクもフランケン地方と上シュレージエンで福音主義教会 (プロテスタント) を広めることに成功した。アルブレヒトはルター派への改宗により神聖ローマ帝国とローマ・カトリック教会から敵視されたため、以降はヤギェウォ朝のポーランド王ジグムント1世スタルィの援助を頼ることになった（ただし、ポーランドもカトリック国家だった）。
ドイツ騎士団は現地住民のキリスト教化という目標を表面的に達成したにすぎず、国内で教会を建てることは少なかった。住民の間でもカトリックへの期待は少なく、現地のバルト・プロイセン人やプロイセン系リトアニア人はペルクナスなどの現地神話を信仰とすることも多かった。これに対し、ゲオルク・フォン・ポーレンツ主教は1524年と1540年の二度にわたって異教の礼拝を禁じ、1524年1月18日には洗礼式で現地の言語しか使わないよう命じたことで現地民に受け入れやすくした。ドイツ騎士団がすでにカトリックとプロテスタントを広めていたこともあり、これらの新規定は大きな反発もなく受け入れられた。
1525年の教会法により牧師による（悩める者への）見舞いが定められたため、ゲオルク・フォン・ポーレンツは1538年にそれを行った。そして、プロイセン公国ではルター派が国教として定められたため、異教徒には刑罰が与えられた。このようにして、郊外に住む現地出身の住民はプロイセンの宗教改革によりようやくキリスト教化が進んだ。

### 1525年の農民反乱
1525年、ザムラントで農民反乱が勃発した。反乱は貴族による徴税、急激な宗教改革、そしてドイツ騎士団国の急な世俗化を理由としており、ケーニヒスベルクにおける支持者からの支援を受けた。反乱農民は貴族が新しく徴収しようとした税の廃止と税率を元の1フーフェ（Hufe、約40エーカー）毎に2マルクに戻すことを要求した。また、プロイセン公アルブレヒトではなく無情な貴族に対して反乱したにすぎないと主張したが、アルブレヒトがプロイセンを留守にして神聖ローマ帝国に滞在していたため、反乱農民はアルブレヒト本人に対してしか忠誠を誓わないとした。アルブレヒトは帰国すると、平原で農民と面会したが、そこで自軍をもって農民を包囲、逮捕し、反乱の首謀者を処刑した。以降プロイセンでは大規模な農民反乱が起こらなくなった。
ドイツ騎士団国から公国への移行にあたって、貴族の構成は変化が少なかったが、農民への支配は強まった。この時期、プロイセンの自由農民であるケルマー（Kölmer、クルム法に基づき領地を所有する人物）は耕作地の約6分の1を所有しており、この比率は封建時代のヨーロッパにおいては高いとされる。貴族が農民反乱に怖がるようになったため、プロイセン公アルブレヒトを指導者として仰ぐようになったという。

### アルベルトゥス大学の設立
1544年、アルブレヒトはケーニヒスベルクのアルベルトゥス大学を創設、大学はプロイセンにおけるルター派牧師と神学者を育てる教育機関となった。アルベルトゥス大学は1560年にポーランド王ジグムント2世アウグストより特権を与えられたため、クラクフ大学と同じ自治権を与えられ、ポーランド・リトアニア共和国内の主要大学の1つになった。プロイセンの教会では現地言語が使われたため、アルブレヒトはスタニスロヴァス・ラポリオニスやアブラオマス・クルヴィエティスなど各地から追放されたルター派牧師を大学の教授に任命することができ、結果的にはアルベルトゥス大学をリトアニア語とリトアニア文学の中心地にした。

### 継承問題
1568年にアルブレヒトが死去すると、15歳の息子アルブレヒト・フリードリヒがプロイセン公位を継承した。1539年にルター派に改宗したブランデンブルク選帝侯ヨアヒム2世ヘクトルはホーエンツォレルン家とプロイセン公国の相互封土公示譲渡を目指して、妻の異母弟にあたるポーランド王ジグムント2世アウグストの支持を取り付けて成功を収めた。
1569年7月19日、アルブレヒト・フリードリヒはルブリンでジグムント2世アウグストへの臣従儀礼をとり、プロイセン公国を封土として改めて譲渡されるが、ジグムント2世アウグストは同時にヨアヒム2世ヘクトルとその子孫を継承者として定めた。アルブレヒト・フリードリヒが精神疾患により意志が弱まるにつれ、公国の統治も弱体化し、1577年にはブランデンブルク＝アンスバッハ辺境伯ゲオルク・フリードリヒがプロイセン摂政に就任した。
ポーランド王ジグムント3世は1605年にブランデンブルク選帝侯ヨアヒム・フリードリヒとプロイセン摂政協定を締結し、1611年にはワルシャワでブランデンブルク選帝侯ヨーハン・ジギスムントと条約を締結して、ブランデンブルクとプロイセンの相互封土公示譲渡を再確認した。ヨアヒム・フリードリヒもヨーハン・ジギスムントもルター派であったが、2人が摂政として統治したプロイセンでは住民の大半がルター派に属したにもかかわらずカトリック信仰も許容された。この政策により、プロイセンにおけるルター派の聖堂の一部がカトリック用に転用された（一例としては1612年に転用されたエルビングの聖ニコライ聖堂がある）。

### ブランデンブルク＝プロイセンの成立

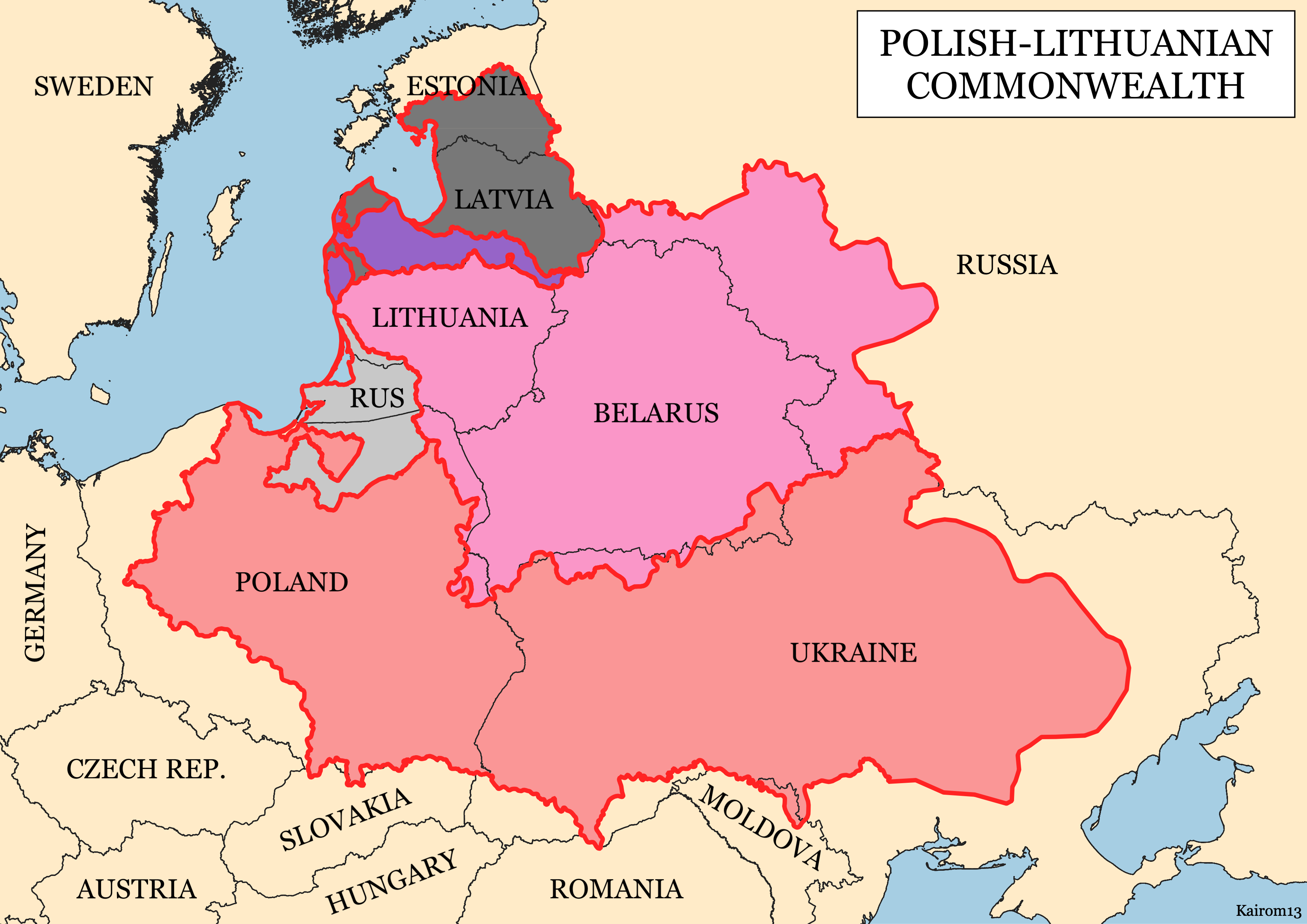
1619年のポーランド・リトアニア共和国

アルブレヒト・フリードリヒは1618年に死去したが、後継者となる男子がいずれも夭折したため、1569年の相互封土公示譲渡と1611年のワルシャワ条約に基づき、娘アンナの夫にあたるヨーハン・ジギスムントがプロイセン公国を継承した。これによりブランデンブルク選帝侯領とプロイセン公国の同君連合が成立した。
1618年に三十年戦争が勃発するが、ヨーハン・ジギスムントは翌年に死去、息子ゲオルク・ヴィルヘルムが後継者となった。ゲオルク・ヴィルヘルムは1623年にジグムント3世からプロイセン公国を授けられ、ブランデンブルク＝プロイセンの同君連合を再確認された。プロイセンのユンカー（地主貴族）はホーエンツォレルン家による統治に反対してジグムント3世に請願、決定を撤回するかプロイセン公国をポーランド王領に併合するよう求めたが、失敗に終わった。
ブランデンブルクが神聖ローマ帝国の封土でプロイセン公国がポーランド王国の封土だったため、ブランデンブルクとプロイセンの物的同君連合は法律上不可能だった。しかし、実際の統治では合同が進んだため、一般的には合同したとみなされ「ブランデンブルク＝プロイセン」と呼ばれた。
ゲオルク・ヴィルヘルムの息子である「大選帝侯」フリードリヒ・ヴィルヘルムはブランデンブルクとプロイセンを地続きにすべく王領プロイセンの領有を目指したが、北方戦争（大洪水時代）中にスウェーデン王カール10世グスタフにプロイセン公国を侵攻され、1656年1月のケーニヒスベルク条約でプロイセン公国をスウェーデンの封土とすることを余儀なくされた。同年6月のマリエンブルク条約ではカール10世グスタフから大ポーランド4県を獲得する代償としてスウェーデン側での援助を確約した。フリードリヒ・ヴィルヘルムはマリエンブルク条約により軍事援助を確実に提供する必要があったが、その見返りである領土割譲は勝利した場合にのみ与えられるため、フリードリヒ・ヴィルヘルムにとってはリスクの高い決定だった。そして、カール10世の戦況が不利になると、11月にはラビアウ条約を締結、フリードリヒ・ヴィルヘルムは同条約でプロイセン公国とエルムラントの主権（すなわち、完全独立）を与えられた。
プロイセンとスウェーデンの同盟締結をみたポーランド王ヤン2世カジミェシュはフリードリヒ・ヴィルヘルムと交渉して成功をおさめ、1657年7月29日にヴェーラウ条約を、同年9月6日にブロンベルク条約を締結した。これら2条約により、フリードリヒ・ヴィルヘルムはスウェーデンとの同盟を破棄する代償としてプロイセン公国の完全独立をヤン2世に認めさせた。ここに、ドイツ騎士団国から2世紀近く続いたポーランドの宗主権が終わりをつげた。また、完全独立は1701年の王国への昇格に必要な一歩でもあった。

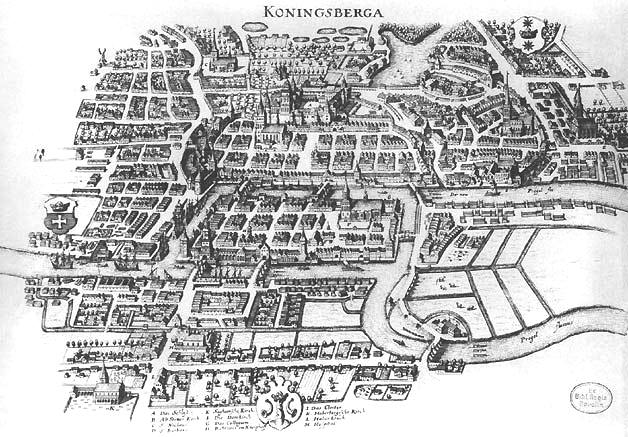
17世紀のケーニヒスベルク

ポーランドの宗主権喪失は民族にかかわらず住民の間で歓迎されなかった。というのも、プロイセンの住民はブランデンブルクの絶対主義がプロイセンに導入されることを恐れ、ポーランド王の宗主下に留まることを望んだためだった。プロイセン首都ケーニヒスベルクの住民はヒエロニムス・ロトを指導者としてヴェーラウ条約とオリヴァ条約を拒否し、プロイセンが「疑いようもなくポーランド王の領内にある」と主張した。クラクフ条約によりプロイセンがポーランド王の領内に組み入れられたとき、ケーニヒスベルク市が同意したのに対し、ポーランドからの分離独立にはケーニヒスベルク市からの同意がなかったのである。ケーニヒスベルク市民はヤン2世に助けを求めたが、フリードリヒ・ヴィルヘルムは1662年に軍を率いてケーニヒスベルクに入城、市民に忠誠の誓いを迫った。その後の数十年間、ポーランド王の宗主下に戻る動きはあったが、悉く失敗に終わった。

### 王国への昇格
1701年、ブランデンブルク選帝侯フリードリヒ3世（プロイセン公を兼任）は「プロイセンの王」に昇格された。「プロイセン国王」ではなく「プロイセンの王」としたのは、ブランデンブルク選帝侯領が神聖ローマ皇帝レオポルト1世の宗主下にあることを再確認することでレオポルト1世の怒りを買わないようにするためであった。以降のプロイセンはブランデンブルクの首都ベルリンから統治されるようになった。
1772年の第一次ポーランド分割でプロイセン王国がポーランド王領プロイセンを獲得すると、王領プロイセンのエルムラントと元プロイセン公国領はプロイセン王国領東プロイセン州に統合され、王領プロイセンの残りの部分はプロイセン王国領西プロイセン州になった。ブランデンブルク選帝侯領はこの時点でも神聖ローマ帝国の封土のままであり、ブランデンブルクとプロイセンが法的に統合されるのは神聖ローマ帝国が1806年に解体した後のこととなった。